# XGP
El XGP (Extreme Game Player) fue una videoconsola portátil cancelada creado por la compañía coreana GamePark como susesora de GP32. Inicialmente anunciado en 2005,  el XGP finalmente se anunció en marzo de 2006 junto con el lanzamiento del XGP Mini similares y los XGP Kids La compañía se declaró en quiebra antes de lanzar cualquiera de los modelos. 

El XGP estaba programado para ser lanzado en tres modelos: el XGP, el XGPMini y el XGP kids. Gamepark dijo que no deseaba competir con Sony y Nintendo con el dispositivo. el XGP kids estaba dirigidos a los niños y, por lo tanto, tenían un precio significativamente más bajo. Fue diseñado para ejecutar juegos más simples adaptados a una audiencia además de "jugadores hardcore". Mientras que el GP32 solo estaba disponible en mercados seleccionados (Corea y partes de Europa y Asia) o tuvo que ser importado, se esperaba que el XGP se comercializara en todo el mundo
Desde que Gamepark se declaró en bancarrota en marzo de 2007,   El XGP se cancelo.

Esto dejó GP2X, creado por Splinter Company GamePark Holdings, como el único sucesor del GP32 para llegar al mercado. 

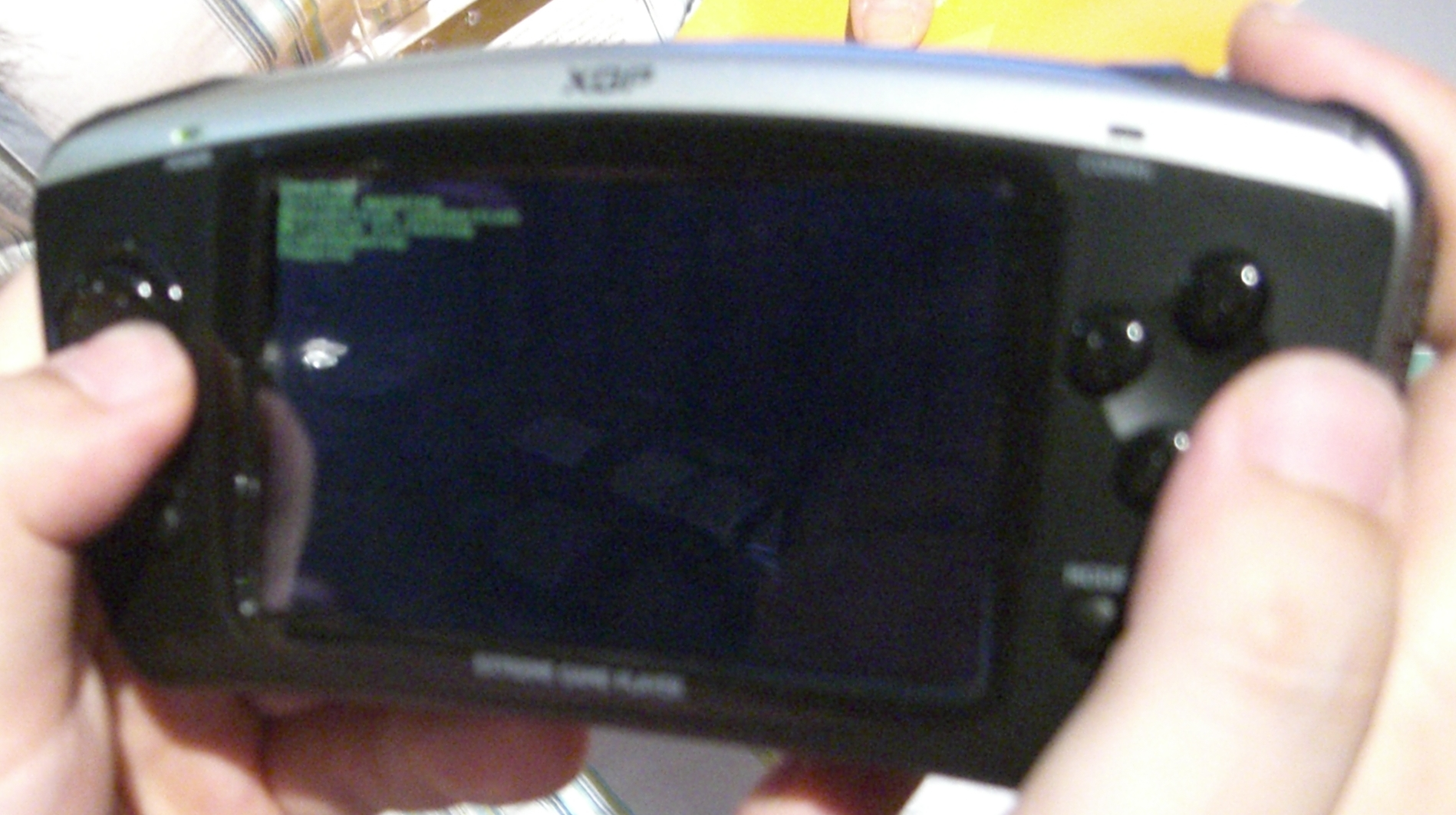
Consola XGP

Los únicos datos conocidos son estos:
- Máquina: XGP
- Procesadores: ARM920T 200 MHz .
- GPU: 1 millón de polígonos por segundo (Soporte OpenGL-ES)
- Memoria: 64 MB DDR SDRAM (200MHz) + 64 MB NAND Flash.
- Sonido: 64 canales. 44.1kHz, 16 bit.
- Almacenamiento: Tarjetas Secure Digital.
- Pantalla: 4" TFT-LCD. 1.6 millones de colores.
- Resolución: 480x272 (16:9)
- Sistema operativo: GPOS, Linux o Windows CE.(todavía por confirmar)
- Interfaz: USB 2.0
- Interconexión inalámbrica: Wi-Fi (802.11 b/g), antena externa.
- Dimensiones: Desconocidas.
- Autonomía: Según fuentes oficiales 6h
- Alimentación: Batería de Polímetro de Litio incorporada.
- Otros: Posiblemente, se integre una de estas dos opciones: televisión digital terrestre integrada DMB o DVB (si hacen versión europea) o un GPS incorporado

## XGP Series / versiones
Gamepark tenía pensado lanzar al mercado 3 versiones en la gama XGP Series, sin embargo, su tercera consola de nueva gama, debido a sus características, ya de por sí inferiores a las de una gp32, pasó a llamarse GPkids. Las consolas que se planeaban sacar al mercado eran:
- XGP lanzamiento para finales del 2006
- XGP mini lanzamiento para finales del 2006
- GP Kids lanzamiento para finales de octubre o noviembre

Sin embargo, las consolas no salieron al mercado ya que le empresa se declaró en bancarrota antes de que eso sucediera.

## Competencia / Consolas alternativas
- GP32. La predecesora de la XGP.
- GP2X (Gamepark Holdings)
- Nintendo DS (Nintendo)
- Nintendo DS Lite (Nintendo)
- PlayStation Portable (Sony Computer Entertainment)
- Gizmondo (Tiger Telematic)